# Hylomys megalotis
Hylomys megalotis é uma espécie de insetívoro da família Erinaceidae. Endêmica do Laos, é encontrada apenas na província de Khammouan.